# Auswärtsspiel – Die Toten Hosen in Ost-Berlin
Auswärtsspiel – Die Toten Hosen in Ost-Berlin ist der Titel einer deutschen Fernsehdokumentation über ein illegales Konzert der westdeutschen Punk-Gruppe Die Toten Hosen am 27. März 1983 in Ost-Berlin. Regisseur ist Martin Groß. Produziert wurde der Film von ECO Media im Auftrag von SWR, rbb und NDR. Der Film wurde am 13. April 2022 im Ersten Programm erstmals gezeigt.

## Inhalt
In dem Film wird die Düsseldorfer Band Die Toten Hosen begleitet. Die Band hatte am 27. März 1983, noch vor ihrem kommerziellen Erfolg und auf Initiative des damals in Berlin tätigen, mit der Punk-Szene eng verbundenen Musik-Managers Mark Reeder, sowie nochmals im April 1988 in Ost-Berlin in der DDR zwei unangemeldete – und damit illegale – Konzerte gegeben. Das erste der Konzerte fiel in die Zeit, in der der Punk in der Bundesrepublik Deutschland schon etwa fünf Jahre existierte und der Punk in der DDR sich gerade entwickelte.
Die Musiker der Band (Campino, Andreas Meurer, Michael Breitkopf, Andreas von Holst und Trini Trimpop) spielten am 27. März 1983 in der Erlöserkirche (Berlin-Rummelsburg) mit der DDR-Punkband Planlos und am 9. April 1988 mit der DDR-Band Die Vision (Sebastian Lange, Gitarre, Uwe Niels von Geyer, Gesang, und Jörg Müller, Bass) in der Hoffnungskirche (Berlin-Pankow). Die Veranstaltungen waren, da sowohl die Kirche in der DDR als auch die DDR-Punkbewegung unter strenger Beobachtung des Staates standen, als „kirchliche Veranstaltung mit musikalischer Untermalung“ getarnt worden. Während Die Toten Hosen nach West-Berlin bzw. Düsseldorf zurückkehrten, waren die Bandmitglieder von Planlos (Sänger Michael „Pankow“ Boehlke, Schlagzeuger Bernd Michael Lade) und der Vision der Verfolgung durch das Ministerium für Staatssicherheit (MfS) der DDR ausgesetzt. Das zweite Konzert war mit circa 200 Zuschauern wesentlich größer und wurde von der Volkspolizei beobachtet. Uwe Niels von Geyer wurde später als Stasi-Mitarbeiter enttarnt. Unter anderem wurde auch das Lied Disco in Moskau gespielt.
Für den Film begaben sich die Band und Mark Reeder knapp 40 Jahre nach dem ersten Konzert auf die Spuren der Reise. Dabei trafen sie sich mit den ehemaligen Mitgliedern der Punkband Planlos und von Die Vision in den jeweiligen Kirchen.
Film- und Musikaufnahmen von 1983 und 1988 werden von Interviews mit den Mitgliedern der drei Bands, einer Zuschauerin, sowie mit einem ehemaligen MfS-Mitarbeiter begleitet. Der MfS-Mitarbeiter beschreibt die Methoden, die das MfS zur Zersetzung  der Punkszene anwandte, wie zum Beispiel die plötzliche Einberufung der Planlos-Mitglieder in die Volksarmee und die Verhaftung von Freunden und Familienangehörigen, um die Mitarbeit beim MfS zu erpressen.

## Hintergrund
Der Titel der Dokumentation bezieht sich auf die Reise von West- nach Ostdeutschland zur Zeit der Teilung Deutschlands, wobei sich die Band auf ein „Auswärtsspiel“, auf unbekanntes Terrain, begibt. Zugleich ist es der Titel eines Albums der Band aus dem Jahr 2002 (siehe Auswärtsspiel (Album)).

## Rezeption
„Im Film von Martin Groß kommen zahlreiche Beteiligte von damals zu Wort: Bandmitglieder, Organisatoren, Fans, Kirchenvertreter. Er schließt mit einer Szene, die im Gedächtnis bleibt. Die Hosen treten heute, knapp 40 Jahre danach, vor einem kleinen erlesenen Kreis noch einmal in der Erlöserkirche auf. Und sie singen ein wütendes Lied von Planlos – jener Band, die einst am System zerschellte. Die Kamera filmt auch Bernd Michael Lade in der ersten Reihe, als er Campino die eigenen Zeilen von einst singen hört. Er hat Tränen in den Augen.“

„‚Auswärtsspiel: Die Toten Hosen in Ost-Berlin‘ ist ein deutsches Zeitdokument, das längst nicht nur für Fans der Hosen interessant ist.“

„Man muss noch nicht einmal Fan von Punk oder den Toten Hosen sein, um sich für diese 75-minütige Doku zu interessieren.“

„Der Film erinnert uns sehr gut daran, warum es uns überhaupt gibt. Ein besseres Geburtstagsgeschenk kann ich mir nicht vorstellen.“